# Jack Purvis (Musiker)
Jack Purvis (* 11. Dezember 1906 in Kokoma (Indiana); † 30. März 1962 in San Francisco) war ein amerikanischer Jazztrompeter (auch Posaune, Klavier, Gesang und weitere Instrumente, sowie Komposition). Am bekanntesten wurde er laut Digby Fairweather dafür, dass er 1929 bei Okeh das Stück „Copyin’ Louis“ einspielte, das „aus lauter Versatzstücken von Armstrongs Titeln bestand. Dazu brauchte man zu einer Zeit, in der Armstrong auf der Höhe seines technischen Könnens war, nicht nur Nerven, sondern auch Fingerfertigkeit.“

## Leben und Wirken
Purvis lernte auf der Schule, die er vorzeitig verließ, Trompete und Posaune und schlug dann die Laufbahn eines Berufsmusikers ein. Nach der Schule ging er zunächst nach Lexington (Kentucky), wo er bei den Original Kentucky Night Hawks wirkte. 1926/27 spielte er mit Whitey Kaufmans Original Pennsylvanians. 1929 gehörte er zur Band von Hal Kemp, mit dem er auch aufnahm, ebenso wie mit einer eigenen Band, die er zunächst mit Kemps Rhythmusgruppe bildete, sowie mit Smith Ballew, Ted Wallace, Rube Bloom, den California Ramblers, Roy Wilsons Georgia Crackers und dem Carolina Club Orchestra. Auf seinen eigenen Aufnahmen waren Musiker wie J. C. Higginbotham, Coleman Hawkins und Adrian Rollini beteiligt. In den nächsten Jahren arbeitete er auch bei den Dorsey Brothers und spielte Quarttrompete bei Fletcher Henderson. Nach Stationen bei Fred Waring und bei Charlie Barnet, mit dem er 1933 durch die Südstaaten tourte, arrangierte er in Kalifornien für George Stoll und für die Warner Brothers. Seine Komposition „Legends of Haiti“ ist für ein 110-Mann-Orchester geschrieben. 1935 spielte er in New York City mit Frank Froebas Swing Band, mit der er seine letzten Aufnahmen einspielte, und trat dann mit Joe Haymes auf. 1937 erschien im Down Beat ein Artikel mit der Überschrift: „Was ist eigentlich aus Jack Purvis geworden?“ Ein Jahr später gab es eine Antwort auf die Frage, als von Radio WBAB aus dem Staatsgefängnis von Texas ein Konzert mit der Band übertragen wurde, die er nach Verwicklung in einen Bankraub als Gefängnisinsasse leitete. Er blieb bis 1947 im Gefängnis und starb 1962 an einer Vergiftung mit Stadtgas.

## Lexikalische Einträge
- Ian Carr, Digby Fairweather, Brian Priestley: Rough Guide Jazz. Der ultimative Führer zur Jazzmusik. 1700 Künstler und Bands von den Anfängen bis heute. Metzler, Stuttgart/Weimar 1999, ISBN 3-476-01584-X.
- Leonard Feather, Ira Gitler: The Biographical Encyclopedia of Jazz. Oxford University Press, New York 1999, ISBN 0-19-532000-X.